# Valentin Parnakh
Valentin Iakovlevitch Parnakh (en russe : Валентин Яковлевич Парнах) est un poète, traducteur, historien, musicien et chorégraphe russe né en 1891 et mort en 1951. Il est l'une des personnalités les plus importantes de « l’âge d’argent », maître de l’art avant-gardiste européen et russe des années 1920, fondateur du jazz russe et soviétique.

## Biographie
Valentin Parnakh, frère de la poétesse Sofia Parnok et jumeau de la poétesse et écrivain Elizaveta Tarakhovskaia, est né à Taganrog, le 26 juillet 1891 dans la famille d’un pharmacien juif. Il fait ses études au lycée (gymnase) de Taganrog. En 1913, Parnakh voyage à travers l’Italie, le Moyen-Orient, la Palestine et retourne à Saint-Pétersbourg la même année. À Saint-Pétersbourg, il entre à l’université, où il étudie les langues romanes, la musique et le théâtre sous la direction de Vsevolod Meyerhold. En 1916, il s’installe à Paris et y demeure six ans. Parnakh étudie à la Sorbonne où il est même élu président de la chambre des poètes de Paris. Parmi ses amis il comptait Guillaume Apollinaire et Pablo Picasso. Ses livres Samum et Slovodvig (Mot Dynamo) ont été illustrés par Michel Larionov et Natalia Gontcharova.
En 1922, Parnakh, distancié de la plupart des immigrés de la Russie, est fasciné par la musique jazz à Paris. Il rentre en Russie où il fonde Le Premier Orchestre Excentrique de la République Fédérale Socialiste de la Russie – le jazz-band de Valentin Parnakh. L’orchestre donne son premier concert le 1er octobre 1922 à Moscou. Valentin Parnakh est également directeur musical et chorégraphe pour le théâtre de Vsevolod Meyerhold. Le jazz-band de Parnakh a énormément influencé l’avant-garde russe de l’époque. Il publie plusieurs articles sur la culture contemporaine de l’Ouest, sur l’art de Charlie Chaplin et sur la poésie dadaïste française. En 1925, il publie une Introduction à la danse, avec son portrait par Pablo Picasso, et en 1932 une Histoire de la danse.
En 1925 commence sa troisième immigration française. Parnakh publie plusieurs articles sur le théâtre et la danse dans les journaux des immigrés russes et se consacre à la traduction de la littérature espagnole. Il rentre en Union soviétique en 1931 et travaille comme traducteur pour l’Union des écrivains soviétiques. Parmi ses traductions, on compte les œuvres de Federico García Lorca et Théodore Agrippa d'Aubigné, mais la plupart n’ont pas été publiées. Valentin Parnakh est mort à Moscou en 1951.